# محمية حتا الجبلية

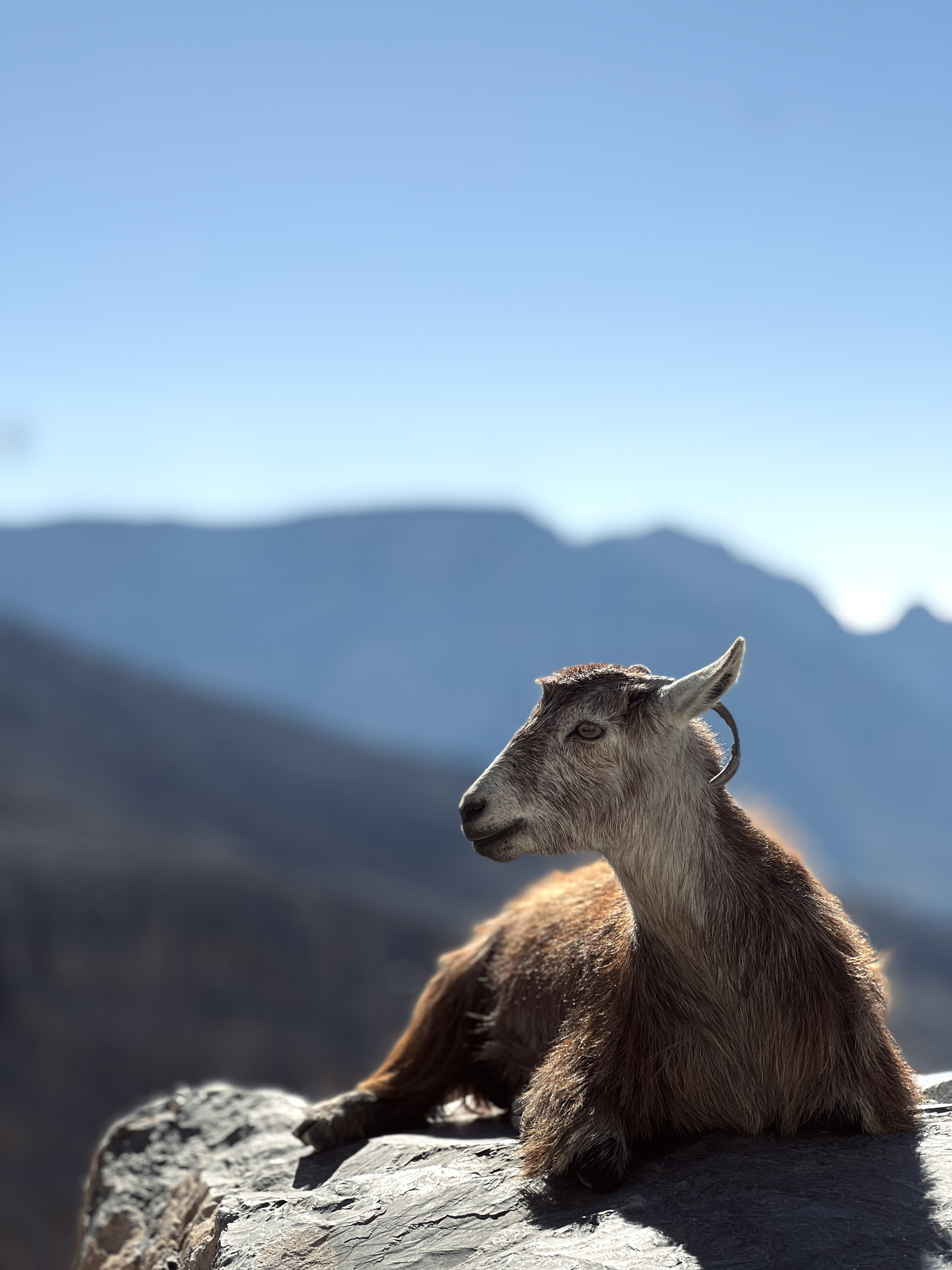
الطهر العربي

تضم محمية حتا الجبلية أكبر عدد من حيوانات الطهر العربية المهددة بالانقراض في الإمارات العربية المتحدة. وتوفر بيئة المنطقة الجبلية مأمنا للعديد من الحيوانات والنباتات. كما تمثل المنطقة مكانا مناسبا لسائقي الدراجات ومحبي المغامرات.

## نبذة عن المحمية

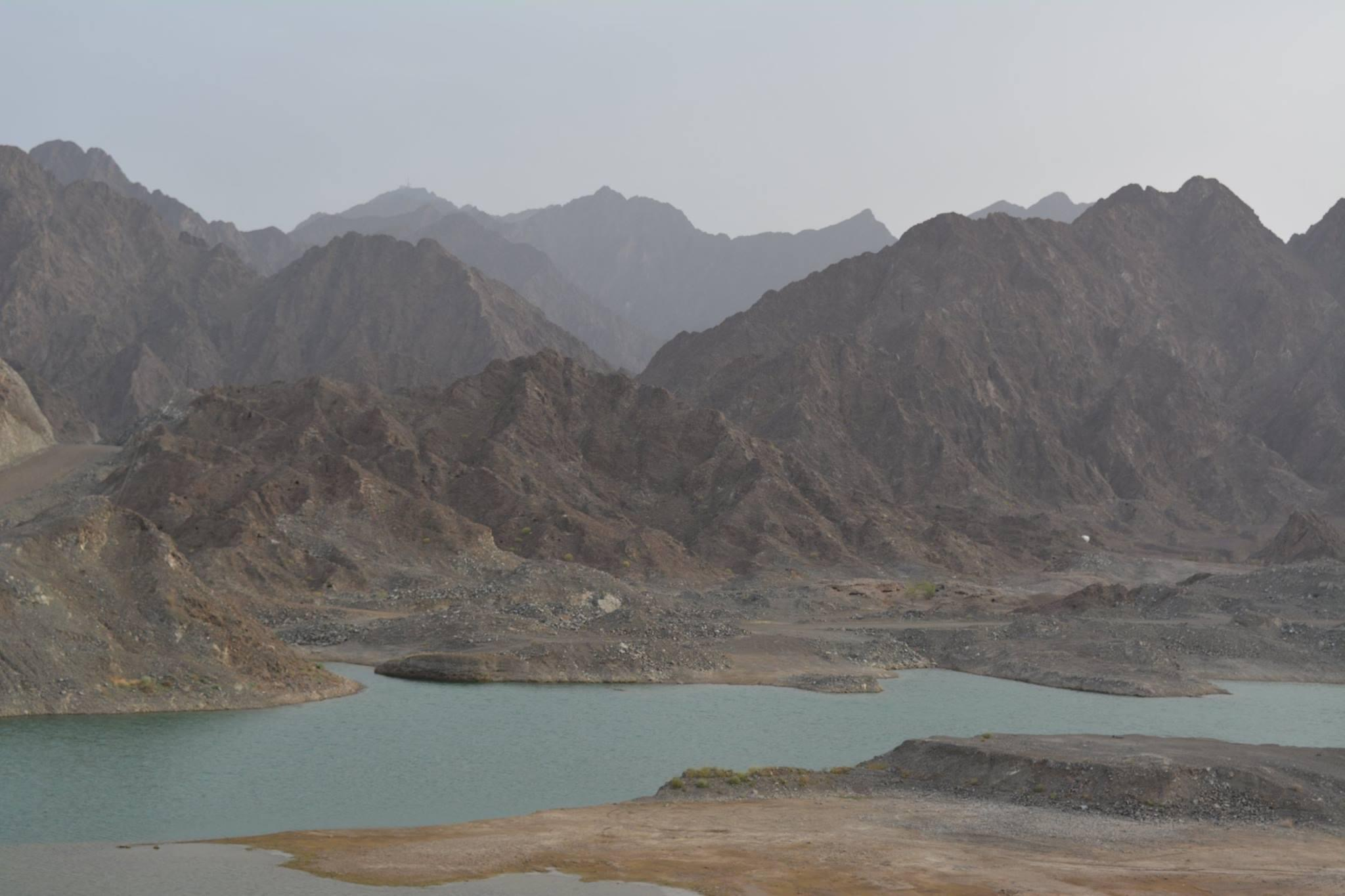
محمية حتا الجبلية

تقع محمية حتا الجبلية على حدود دولة الإمارات، على بعد 130 كم جنوب شرق إمارة دبي وهي تابعة لإمارة دبي. وتأوي المحمية 348 نوعا من النباتات والحيوانات، ومن ضمنهم أنواع عديدة مهددة بالانقراض. وبناء على المرسوم رقم 22 لعام 2014، تدير بلدية دبي كافة شؤون المحمية. وتعتبر المحمية المنطقة الوحيدة في دبي التي تحتوي على المياه العذبة.ويضم النظام البيئي للمياه العذبة موطناً لعدد كبير من الكائنات الحية، حيث أنه يضم 19 في المائة من إجمالي أنواع النباتات المسجلة في الدولة، و79 في المائة من اليعاسيب، و27 في المائة من إجمالي أنواع الطيور، و44 المائة من أنواع الثدييات، و30 في المائة من الزواحف والبرمائيات.

## الأنشطة والفعاليات في المحمية

### ركوب الدراجات الهوائية الجبلية
يوجد مسارات متعددة يصل طولها حتى 52 كم مخصصة لركوب الدراجات الجبلية ومن ضمنها مسارات لراكبي الدراجات المبتدئين.

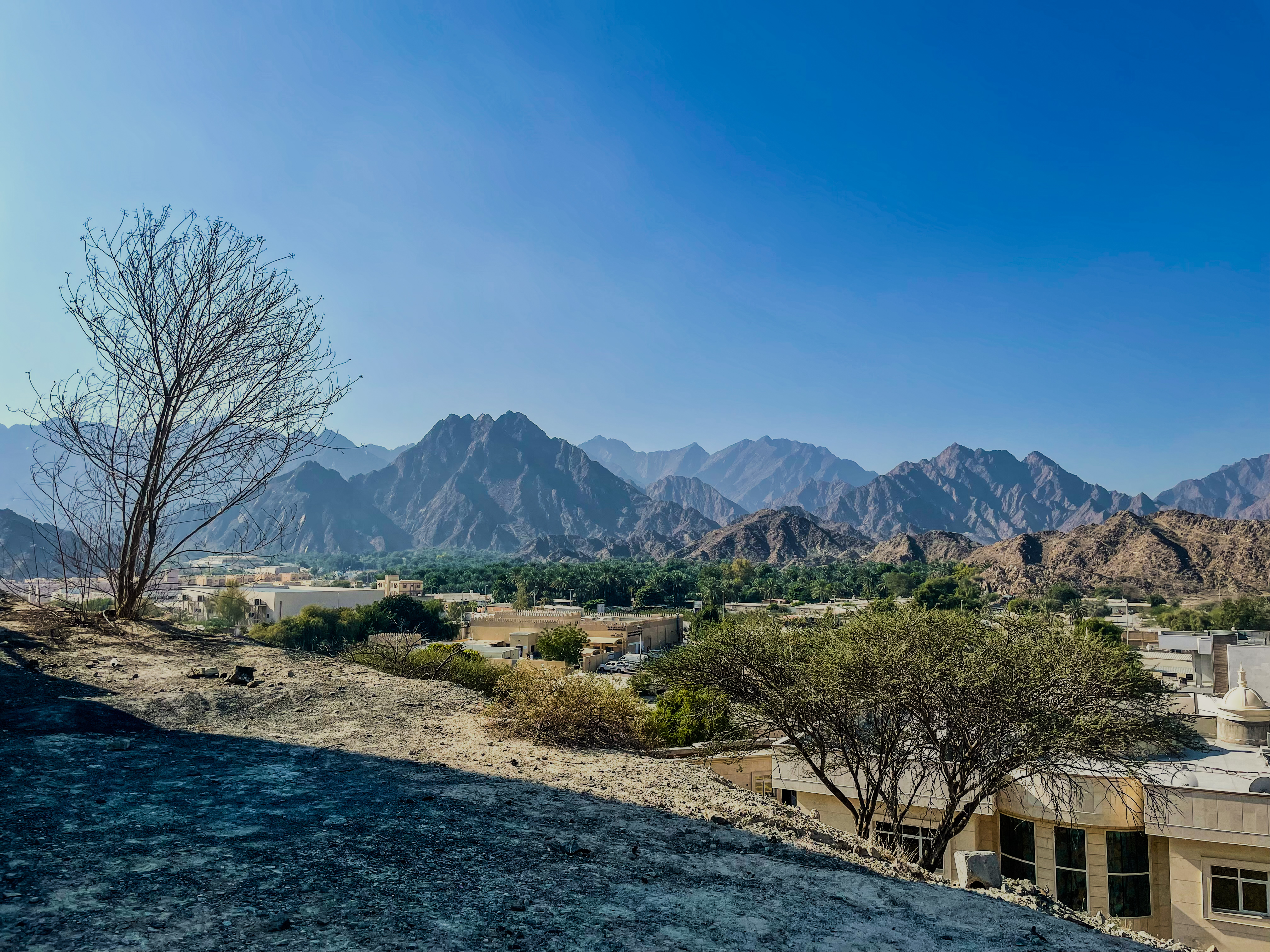

### الذهاب في نزهة
تحيط بالمحمية سلسلة من جبال الحجر وتضاريس أخرى مرتفعة والذي يجعل من التنزه والسير على الأقدام تجربة ممتعة ومميزة لمحبي هذه الأنواع من الأنشطة.

### التجديف
تشتهر منطقة حتا بنشاط التجديف بقوارب الكاياك. إضافة إلى متعة التجديف، يمكن أيضا الوصول من خلاله إلى أماكن مخفية خلف الجبال.

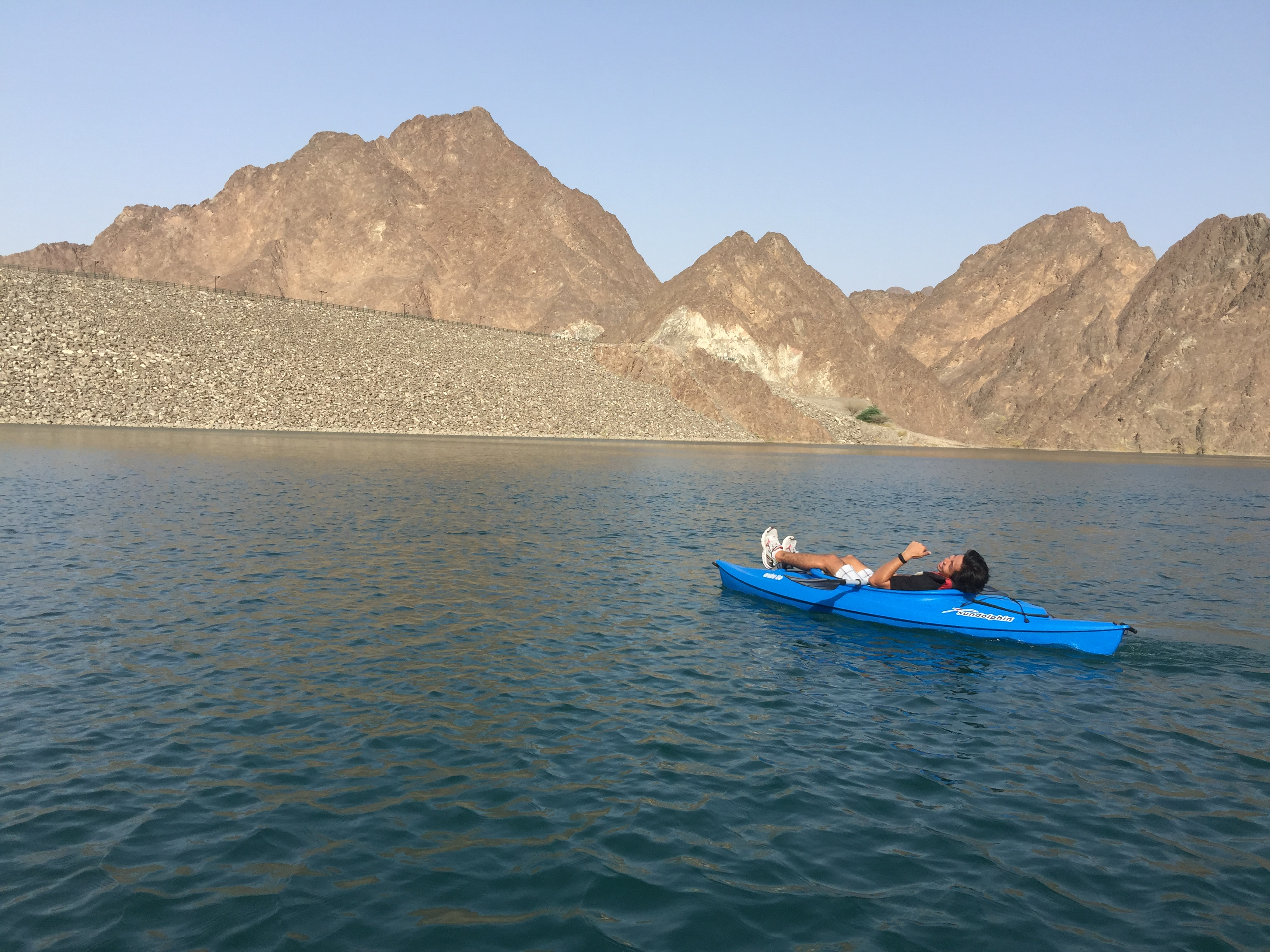
التجديف بالكاياك

## وصلات خارجية
- المحميات الطبيعية في دبي